# Abdelfattah El-Khattari
Abdelfattah El-Khattari (3 de março de 1977) é um ex-futebolista profissional marroquino que atuava como atacante.

## Carreira
Abdelfattah El-Khattari representou a Seleção Marroquina de Futebol nas Olimpíadas de 2000.